# Logiciel de gestion des services d'assistance
 (mai 2021).
Si vous disposez d'ouvrages ou d'articles de référence ou si vous connaissez des sites web de qualité traitant du thème abordé ici, merci de compléter l'article en donnant les références utiles à sa vérifiabilité et en les liant à la section « Notes et références ».
Un logiciel de gestion des services d'assistance est un logiciel applicatif qui permet le suivi de l'activité des services d'assistance dans des organisations vouées à ce type d'activité (centre d'assistance, cellules d'assistance réparties, centre d'appel, ...).

## Terminologie
L'expression la plus adéquate en anglais pour désigner un logiciel de gestion des services d'assistance est issue tracking system. Cependant, la langue anglaise est ici moins précise, car :
- le mot issue peut désigner un incident ou un problème, ce qui est ambigu par rapport au référentiel ITIL (est-on dans la gestion des incidents, ou la gestion des problèmes ?) ;
- le mot system est ici un peu flou, et désigne en fait un logiciel.

## Domaines d'application
Idéalement, un logiciel de gestion des services d'assistance devrait couvrir l'ensemble des processus d'ITIL service support. Cette exigence est déjà présente dans la version 2 de la norme (ITIL V2). Elle est maintenue dans la version ITIL V3. Il y a six domaines couverts par la norme, répartis en un centre de service et cinq répartitions d'incidents :
- Centre de services ;
- Gestion des incidents ;
- Gestion des problèmes ;
- Gestion des changements ;
- Gestion des mises en production ;
- Gestion des configurations.

En pratique, beaucoup de logiciels disponibles sur le marché ne se conforment pas complètement aux bonnes pratiques ITIL. Ils ne couvrent qu'une partie du périmètre défini par ITIL, et ne gèrent le plus souvent que les problèmes (ou bugs), sans accès direct aux utilisateurs. Ce sont de simples logiciels de suivi de problèmes. De même, ils ne font pas la distinction entre un incident et un problème : le même problème (panne d'un serveur) pouvant se répercuter sur de multiples utilisateurs en autant d'incidents. Dans ce cas, ce ne sont pas de véritables logiciels de gestion des services d'assistance.

## Logiciels disponibles

### Comparaison des logiciels
Les solutions commerciales disponibles (progiciels et logiciels libres) sont :
| Logiciel                                               | Domaine d'application | Licence                    | Origine                 | Utilisateurs | Commentaire | Environnement                                                        |
| ------------------------------------------------------ | --- | -------------------------- | ----------------------- | --- | --- | -------------------------------------------------------------------- |
| SAP Solution Manager (en)                              | Suite logicielle comprenant gestion de Solution, de documentation et des tests, Control des changements, Service Desk (IT Service Management), Control des opérations techniques et métiers, gestion de la maintenance/upgrade, gestion du code spécifique client. | SAP                        | Allemand                | Toutes les tailles d'entreprises | Gratuit pour les SAP Premium Customers. SAP Solution Manager a été certifiée par PinkVERIFY comme étant conforme à tous les processus ITIL (15) qui sont actuellement disponible pour la certification. | Windows, Web, Android - iOS                                          |
| ServiceNow                                             | Gestion des incidents, des problèmes, des changements, des projets, des configurations, gestion du catalogue de services, SLA. | ServiceNow                 | Américain               | | Conforme ITIL V3 | Microsoft IE, Firefox, Opera, etc. iPhone, Blackberry                |
| Cherwell                                               | Gestion des incidents, des problèmes, des changements, des configurations. | Cherwell Software          | Américain               | | Conforme ITIL | Solution 100% web (SaaS).                                            |
| Micro Focus Smax (ex HP Service Manager software (en)) | Gestion des demandes de service/d'assistance, des incidents, des problèmes, des changements, des niveaux de service, du catalogue de service, gestion de parc | Micro Focus                | Anglo Saxon / Américain | | Conforme ITIL V3 | Navigateur Web, android, iOS" et ajouter "En mode SaaS ou on premise |
| GLPI                                                   | Gestion des incidents et des demandes, des problèmes, de la connaissance, des changements, des niveaux de services (SLA/SLT). Gestion de parc, gestion financière des services, gestion de stock, gestion de projets.                                              | Logiciel libre (GPL)       | Français                | Bull centre d'appel, CNAMTS, gendarmerie, services déconcentrés MAP, Communauté Ens Sup Recherche, Autoliv France Utilisateurs institutionnels | Excellente fiche PLUME |                                                                      |
| Redmine                                                | Gestion complète de projet en mode web. | Logiciel libre             | Français                | Bull / SSO | |                                                                      |
| OTRS                                                   | Suivi de problème. | Logiciel libre (GPL)       | Allemand                | Communauté Ens Sup Recherche | | Tout type de plate-forme                                             |
| Request Tracker (en)                                   | Gestion de tickets. | Logiciel libre (GPL)       | Américain               | Nombreux organismes américains, MEEDDAT (centre serveur), communauté Ens Sup Recherche.                                                        | Existe depuis 1996, a subi de nombreuses évolutions | Internet                                                             |
| IBM Service Management                                 | Gestion du service d'assistance, gestion des configurations et des changements. | IBM                        | Américain               | | 11 Processus ITIL V3 | En mode SaaS, ou plates-formes AIX, Linux, Windows, Solaris.         |
| Jira                                                   | Logiciel de suivi de bugs, de gestion des incidents et de gestion de projets | Atlassian Software Systems | Australien              | Petites, moyennes et grandes entreprises dans tous les domaines d'activités                                                                    | Peut être utilisé comme un Service Desk avec gestion des SLA | Solution SaaS ou plateforme Linux                                    |

## Choix d'un logiciel d'assistance
Pour un article plus général, voir Appel d'offres.
Une maîtrise d'ouvrage qui doit procéder à un choix de logiciel dans le cadre d'un appel d'offres doit définir les critères de choix du logiciel, et les classer en plusieurs thématiques.
On peut imaginer les thématiques suivantes :
- Coût (intégrant licences et mise en œuvre),
- Langues du logiciel (multilingue, français dans les pays francophones),
- Fonctionnalités (processus ITIL par ordre de priorité),
- Accompagnement,
- Caractéristiques du fournisseur,
- Respect des standards de bonnes pratiques (ici ITIL),
- Standards techniques.

Les critères de choix doivent être étudiés en interne dans l'organisation informatique du maître d'ouvrage, puis éventuellement discutés avec des experts extérieurs (tels que le CXP).

### Cas desmarchés publics en France
Selon les études du CXP, les progiciels d'origine américaine ont tous, au moins pour les plus importants, une version en français, avec possibilité d'adaptation des champs, des aides en ligne, de la documentation utilisateur, des états, etc. Cependant, les conditions d'application du décret du 3 juillet 1996 relatif à l'enrichissement de la langue française introduisent des exigences sur les terminologies (et la terminologie informatique en particulier) à employer pour les documents émanant des administrations françaises.

## Demande d'assistance informatique
La demande d'assistance est une requête faite par l'utilisateur d'une application informatique, concernant un incident rencontré, une évolution souhaitée, ou une mauvaise compréhension des règles de gestion. Ces demandes d'assistance sont souvent désignées, dans le métier de l'assistance, par le mot ticket. Les demandes d'assistance parviennent par différents canaux dont le logiciel de gestion des services d'assistance.
Souvent, il n'est pas possible de distinguer d'emblée si la demande correspond à une anomalie du logiciel (bogue) ou du matériel (problème d'exploitation), s'il existe un besoin d'évolution fonctionnelle non caractérisé, ou bien si les règles de gestion n'ont pas été bien assimilées par l'utilisateur.
C'est le processus de qualification qui permet de déterminer le type d'incident. ITIL distingue trois grands types d'incidents :
- technique (anomalie du logiciel ou problème d'exploitation),
- fonctionnel (adéquation aux besoins des utilisateurs),
- réglementaire (compréhension des règles de gestion).